# X2: X-Men United
X2 (cunoscut și ca X2: X-Men United, X-Men 2: X-Men United și X-Men 2) este un film din 2003 cu super-eroi, bazat pe un grup de personaje fictive din X-Men. Regizat de Bryan Singer, este al doilea film din seria X-Men (serie de filme). Are în distribuție pe: Hugh Jackman, Patrick Stewart, Ian McKellen, Alan Cumming, Famke Janssen, Anna Paquin, Shawn Ashmore, Aaron Stanford, Rebecca Romijn, James Marsden, Halle Berry și Kelly Hu. Subiectul filmului, inspirat din romanul grafic X-Men: God Loves, Man Kills, îi prezintă pe X-Men aliați cu dușmanii lor, Frăția Mutanților, contra colonelului cu planuri de genocid, William Stryker (Brian Cox). El conduce un asalt asupra școlii Profesorului Xavier pentru a-și construi propria sa versiune a calculatorului care găsește mutanți, cum este cel al lui Xavier, Cerebro, pentru a distruge toți mutanții de pe pământ.
O fază a dezvoltării filmului X2 a început la scurt timp după X-Men. David Hayter și Zak Penn au scris scenarii separate, combinând ceea ce au crezut ei că erau cele mai bune elemente ale ambelor scenarii, pentru a forma un scenariu unic. Michael Dougherty și Dan Harris au fost angajați în cele din urmă, schimbând caracterizările personajelor Beast, Angel și Lady Deathstrike. Sentinels și Camera pericolelor au apărut înainte de a fi șterse din cauza unor cheltuieli de buget. Filmările au început în iunie 2002 și au luat sfârșit în noiembrie. Majoritatea scenelor din film au fost filmate de Studiourile de film Vancouver, cea mai mare scenă audio din America de nord. Desenatorul producției, Guy Hendrix Dyas a adaptat desene asemănătoare ale lui John Myhre din filmul anterior. X2 a fost lansat în Statele Unite în 2 mai 2003 și a avut succes financiar și a primit multe aprecieri din partea criticilor, fiind nominalizat de opt ori la Premiile Saturn și cu încasări de aproximativ 407 milioane de dolari în lumea întreagă.

## Subiect
Nightcrawler, un mutant care se teleportează, încearcă să asasineze Președintele Statelor Unite la Casa Albă, însă dă greș și fuge. Wolverine reapare după ce descoperă că nu era nimic lângă lacul Alkali, în timp ce Storm și Jean îl găsesc pe Nightcrawler cu ajutorul Profesorului Xavier și a a mecanismului Cerebro. Cyclops și Profesorul îl vizitează pe Magneto la închisoarea sa de plastic pentru a verifica dacă el a avut vreun amestec în atacul asupra  președintelui. Citindu-i gândurile lui Magneto, Profesorul descoperă că un detectiv guvernamental sub acoperire, William Stryker, a luat informații de la Magneto. O capcană este întinsă și Cyclops împreună cu Profesorul sunt luați prizonieri de Stryker și asistenta lui, Yuriko Oyama. Un raid militar asupra sediului X-Mansion are loc, iar soldații sedează toți studenții de acolo.